# Bollebygd (gemeente)
Bollebygd is een Zweedse gemeente in Västergötland. De gemeente behoort tot de provincie Västra Götalands län. Ze heeft een totale oppervlakte van 284,3 km² en telde 7973 inwoners in 2004.

## Plaatsen
- Bollebygd (plaats)
- Olsfors
- Töllsjö
- Hultafors
- Grönkullen
- Fjällastorp
- Stenkulla och Årred
- Tullebo